# Гата (Омиш)
Гата су насељено место у саставу града Омиша, Сплитско-далматинска жупанија, Република Хрватска.

## Историја
1. и 2. октобра 1942. група четника под командом Мане Роквића (један батаљон Динарске дивизије према италијанском извештају) учествовала је у, од Италијана организованој, акцији одмазде над цивилима у селу Гата и околним селима. Том приликом убијено је око 120 цивила хрватске народности.
До територијалне реорганизације у Хрватској налазила су се у саставу старе општине Омиш.

## Становништво
На попису становништва 2011. године, Гата су имала 567 становника.
| Број становника по пописима | Број становника по пописима | Број становника по пописима | Број становника по пописима | Број становника по пописима | Број становника по пописима | Број становника по пописима | Број становника по пописима | Број становника по пописима | Број становника по пописима | Број становника по пописима | Број становника по пописима | Број становника по пописима | Број становника по пописима | Број становника по пописима | Број становника по пописима |
| --------------------------- | --------------------------- | --------------------------- | --------------------------- | --------------------------- | --------------------------- | --------------------------- | --------------------------- | --------------------------- | --------------------------- | --------------------------- | --------------------------- | --------------------------- | --------------------------- | --------------------------- | --------------------------- |
| 1857                        | 1869                        | 1880                        | 1890                        | 1900                        | 1910                        | 1921                        | 1931                        | 1948                        | 1953                        | 1961                        | 1971                        | 1981                        | 1991                        | 2001                        | 2011                        |
| 407                         | 440                         | 440                         | 487                         | 559                         | 598                         | 617                         | 621                         | 580                         | 586                         | 1.141                       | 600                         | 644                         | 628                         | 596                         | 567                         |

### Попис1991.
На попису становништва 1991. године, насељено место Гата је имало 628 становника, следећег националног састава:
| Попис 1991.‍ | Попис 1991.‍ | Попис 1991.‍ | Попис 1991.‍ | Попис 1991.‍ |
| ----------- | ----------- | ----------- | ----------- | ----------- |
|             |             |             |             |             |
| Хрвати      | Хрвати      |             | 624         | 99,36%      |
| Муслимани   | Муслимани   |             | 2           | 0,31%       |
| Срби        | Срби        |             | 1           | 0,15%       |
| непознато   | непознато   |             | 1           | 0,15%       |
| укупно: 628 |             |             |             |             |